# 西川征克
西川 征克（にしかわ まさかつ、1987年5月18日 - ）は、日本の元ラグビーユニオン選手。

## プロフィール
- 大阪府大阪市出身。
- ポジションはフランカー(FL)。
- 身長 181cm、体重 97kg
- ニックネームはニシ、マサカツ。
- 日本代表通算キャップ数は3。
- ジュニア・ジャパンのスコッドに選ばれたことがある[1]。

## 略歴
中学校からラグビーを始めた。
2006年、東海大仰星高校卒業後、関西学院大学に入学する。
2009年、関西学院大学ラグビー部のFWリーダーに就任した。
2010年、関西学院大学卒業後、サントリーサンゴリアスに加入。同年9月10日に行われたジャパンラグビートップリーグ第2節のリコーブラックラムズ戦に途中出場で公式戦初出場を果たす。 
2018年5月にはサンウルブズの2018年スコッドに追加招集され、同年6月23日に行われたリポビタンDチャレンジカップ2018ジョージア代表戦にて途中出場で日本代表初キャップを獲得した。
2021年、現役を引退した。